# Jonebajasi Hiromasza
Jonebajasi Hiromasza (米林 宏昌; Hepburn: Yonebayashi Hiromasa; Nonoicsi, 1973. július 10. –) japán animátor, filmrendező és forgatókönyvíró. Pályafutását 1996-ban kezdte a Studio Ghiblinél animátorként, majd két egész estés animációs filmet is rendezett a stúdiónál (Arrietty – Elvitte a manó és Amikor Marnie ott volt). 2015-ben a Studio Ponocnál kezdett dolgozni és a stúdió első egész estés filmjének, a Mary és a varázsvirágnak rendezője.

## Élete
Jonebajasi Hiromasza 1973. július 10-én született az Isikava predektúrabeli Nonoichiben. Pályafutását 1996-ban kezdte a Studio Ghiblinél, nem sokkal azután, hogy végzett a Kanazawa Művészeti Egyetem üzleti tervező szakán. A stúdiónál animátorként kezdett dolgozni A vadon hercegnőjén, munkájáról Szuzuki Tosio producer elismerően szólt. Rendezőként az Arrietty – Elvitte a manó című filmjével debütált 2010-ben, az akkor 36 éves Jonebajasi ezzel a stúdió legfiatalabb rendezőjévé vált. Második filmje az Amikor Marnie ott volt 2014-ben került bemutatásra és jelölték a legjobb animációs filmnek járó Oscar-díjra. 2014 decemberében Nisimura Josiaki producerrel elhagyták a Ghiblit és 2015 áprilisában megalapították a Studio Ponocot. Első filmje rendezőként a Ponocnál a Mary és a varázsvirág.

## Munkái

### Filmek
- A vadon hercegnője (1997), fázisrajzoló, tisztázó[4]
- Spriggan (1998), fázisrajzoló
- A Yamada család (1999), fázisrajzoló[5]
- Jin-Roh: A Farkas-brigád (1999), fázisrajzoló
- Ghiblies (2000), kulcsrajzoló (Studio Ghibli-kisfilm)
- Chihiro Szellemországban (2001), kulcsrajzoló[6]
- Koro no daiszanpo (2002), kulcsrajzoló (Studio Ghibli-kisfilm)
- Mei to Konekobaszu (2003), animációs rendező[6] (Studio Ghibli-kisfilm)
- A vándorló palota (2004), kulcsrajzoló[6]
- Jadoszagasi (2006), kulcsrajzoló (Studio Ghibli-kisfilm)
- Földtenger varázslója (2006), asszisztens animációs rendező[6]
- Mizugumo Monmon (2006), kulcsrajzoló (Studio Ghibli-kisfilm)
- Ponyo a tengerparti sziklán (2008), kulcsrajzoló[6]
- Arrietty – Elvitte a manó (2010), rendező, képes forgatókönyv, egység rendező, fázisrajzoló, kulcsrajzoló[6]
- Kokuriko-zaka kara (2011), kulcsrajzoló
- Szél támad (2013), kulcsrajzoló
- Amikor Marnie ott volt (2014), rendező, forgatókönyvíró[7]
- Mary és a varázsvirág (2017), rendező, forgatókönyvíró[8]
- Csiiszana eijú: Kani to tamago to tómei ningen (2018), rendező, szövegíró[9]

### Televíziós animesorozatok
- Serial Experiments Lain (1998), kulcsrajzoló (5., 7–8., 10., 12–13. ep.)
- Master Keaton (1998, 1999), kulcsrajzoló (10., 30. ep.)
- Honó no Mirage: Minagiva no hangjakusa (2004), kulcsrajzoló (3. ep.)
- Monster (2004), kulcsrajzoló (33. ep.)
- Yakitate!! Japan (2005), kulcsrajzoló (14. ep.)
- Haikjú!! (2015), kulcsrajzoló (28. ep.)

### OVA-k
- Iblard dzsikan (2007), kulcsrajzoló
- Naszu: Suitcase no vataridori (2007), kulcsrajzoló